# Byrsonima maguirei
Byrsonima maguirei är en tvåhjärtbladig växtart som beskrevs av W.R. Anderson. Byrsonima maguirei ingår i släktet Byrsonima och familjen Malpighiaceae. Inga underarter finns listade i Catalogue of Life.